# 維克托·尤瑟夫
維克托·尤瑟夫（1985年6月16日—）是一位保加利亞排球運動員。他現在效力於德國球隊腓特烈港排球俱樂部。他也代表保加利亞國家男子排球隊參加比賽。他在2009年幫助保加利亞獲得2009年歐洲排球錦標賽的銅牌。